# Río Mitchell (Queensland)
El río Mitchell (en inglés: Mitchell River) es largo un río parcialmente intermitente de Australia que discurre por la región del Far North del estado de Queensland. El río nace en la meseta Atherton a unos 50 km al noroeste de la ciudad de Cairns, y fluye unos 750 km en dirección noroeste a través de la península del Cabo York, desde Mareeba hasta desaguar en el golfo de Carpentaria, en el mar de Arafura.
El río drena una cuenca hidrográfica de 71 757 km². El río Mitchell tiene la descarga más grande del estado, con 11,3 hm³ anualmente, pero es intermitente y puede estar seco durante parte del año. El lago Mitchell es la principal instalación de almacenamiento de agua en el río.
Fue nombrado por Ludwig Leichhardt el 16 de junio de 1845 en reconocimiento al explorador sir Thomas Mitchell mientras estaba en su expedición por tierra desde Moreton Bay a Port Essington. Puede haber sido nombrado previamente como río Vereenighde en 1623, por el navegante y comerciante holandés, Jan Carstensz.

## Aspectos biofísicos

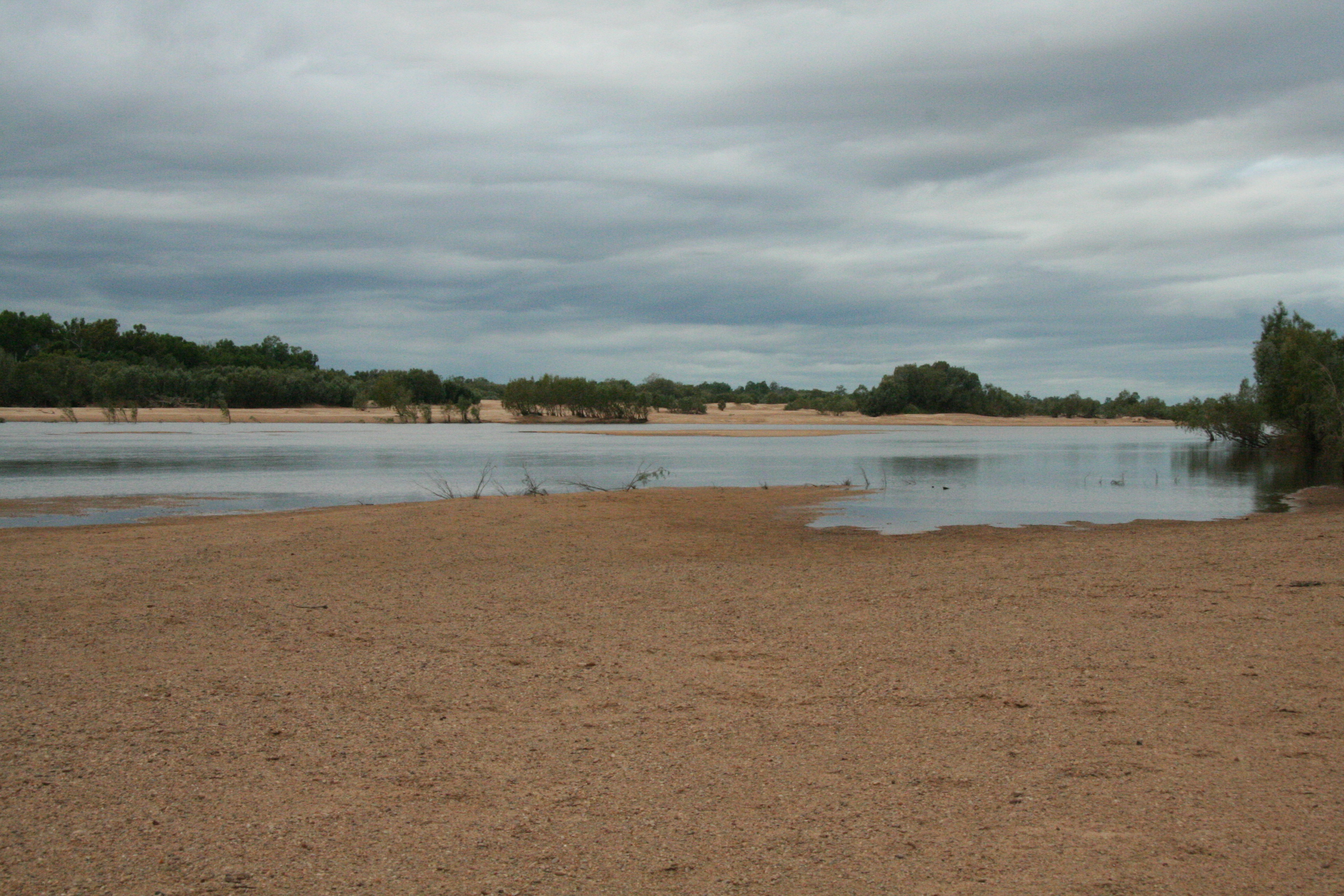
Río Mitchell en el cruce de Koolatah-Dunbar

Durante mucho tiempo, el río Mitchell y sus afluentes se abrieron paso hacia el oeste a través de las escarpadas y erosionadas tierras altas de la Gran Cordillera Divisoria, transportando sedimentos para depositarlos en las amplias llanuras de inundación y humedales del  país de la Sabana del Golfo.
Las 'aguas' de los ríos 'pulsan' anualmente con las lluvias monzónicas, recolectando agua estacionalmente de los bosques tropicales locales en las tierras altas del este; de los bosques húmedos de esclerofilia en las tierras altas centrales; de una variedad de bosques y sabanas en las llanuras occidentales; y de las inundaciones anuales con agua dulce, en las llanuras mareales, humedales, estuarios y manglares del curso bajo del Mitchell y de las llanuras costeras.
De la fuente a la boca, el río Mitchell recibe a 34 afluentes, destacando los ríos McLeod, Hodgkinson, St George, Dry, Little Mitchell, Walsh, Lynd, Palmer y Alice.
En la cuenca del río Mitchell hay varias áreas protegidas como parques nacionales, los de Meseta Hann, Errk Oykangand, Cavernas Chillagoe-Mungana, parte de Bulleringa en el sur, y la mayor parte de Matorral de Cuarenta Millas.

## Fauna y flora

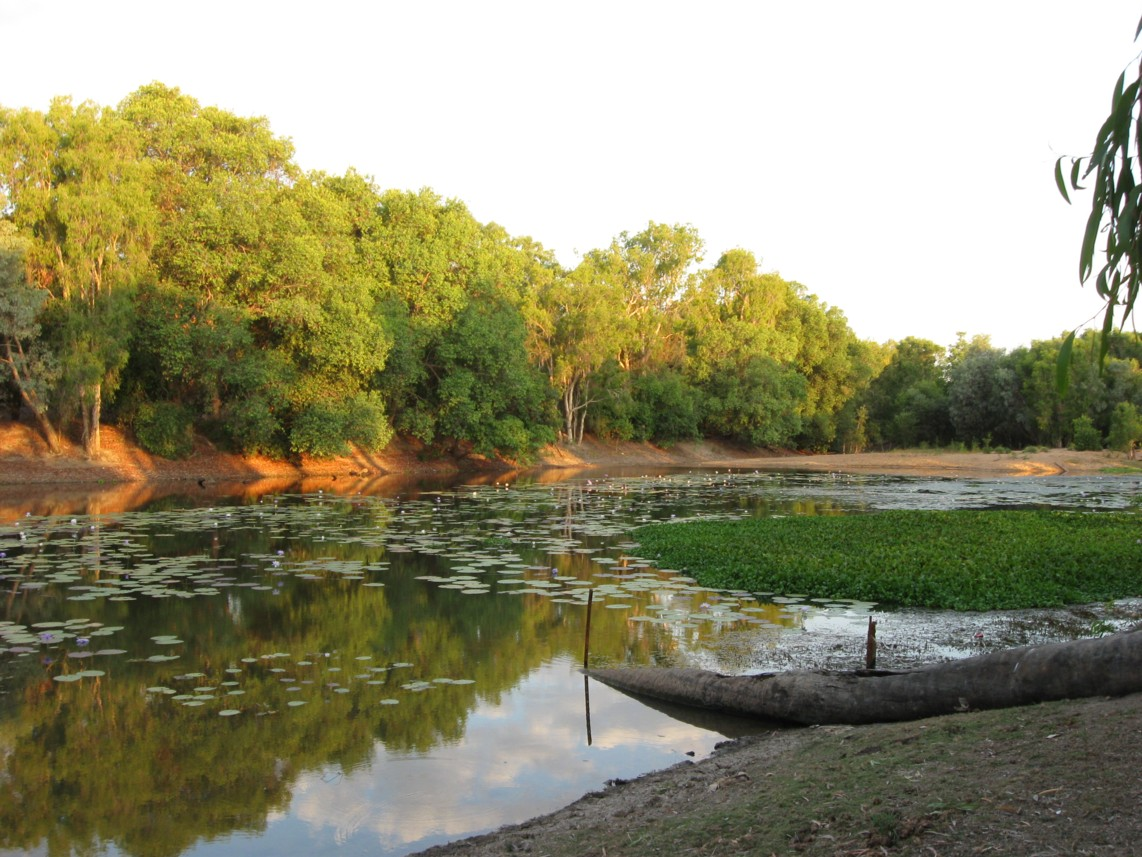
'Rica variedad de hábitats acuáticos' - Magnífico lagoon i junto al municipio de Kowanyama

Al ser un gran sistema fluvial, el río Mitchell tiene en su cuenca uno de los sistemas acuáticos más ecológicamente diversos de Australia que consiste en una rica variedad de hábitats monzónicos tropicales húmedos y secos. La ecología de la cuenca como un todo se ha descrito en general de la siguiente manera:

La vegetación en el área de la cuenca del río Mitchell abarca desde los Trópicos húmedos del Patrimonio Mundial en las tierras altas orientales hasta la sabana abierta en las bajas llanuras occidentales del Mitchell. Los extensos sistemas de manglares y lagunas en el delta del río Mitchell son reconocidos mundialmente. Las aguas permanentes en la cuenca superior están asociadas con manantiales y pozos de agua.
The vegetation in the Mitchell River Catchment area ranges from the World Heritage Wet Tropic rainforest on the eastern highlands to the open savannah on the western and lower Mitchell plains. The extensive mangroves and lagoon systems at the delta of the Mitchell River are recognised worldwide. The permanent waters in the upper catchment are associated with springs and water holes.

Más específicamente, si bien este sistema fluvial ecológicamente diverso está relativamente poco estudiado, se sabe que contiene al menos 18 especies animales raras, en peligro de extinción o vulnerables, incluido el perico aligualdo, el pinzón de Gould y el bettong del norte. La desembocadura del río se encuentra en un área importante para la conservación de las aves, la Llanuras del Golfo (Gulf Plains Important Bird Area) 8868 km²).

## Ciudades y localidades
Las ciudades principales en la cuenca del río son Kowanyama, Chillagoe, Dimbulah, Mount Carbine, Mount Molloy. Otras ciudades más pequeñas son Mutchilba and Almaden.